# 'Utayba

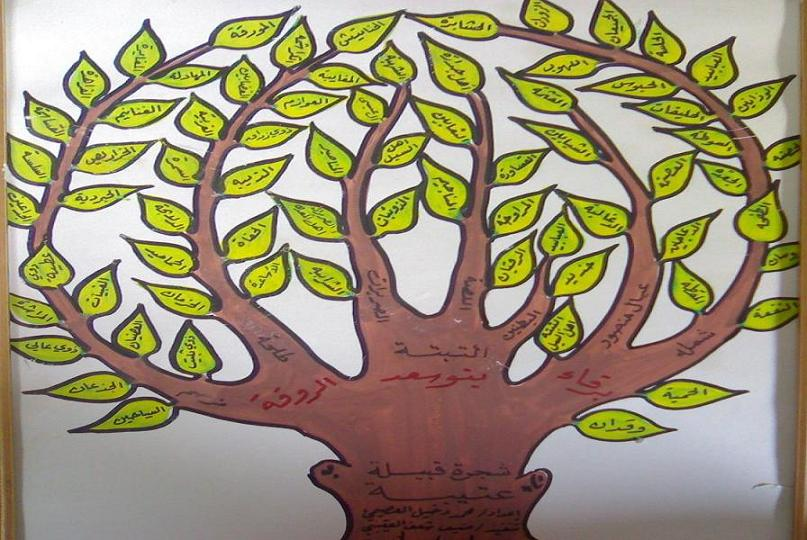
Rami principali della tribù 'Utayba in Najd e Hijaz

Gli ʿUtayba (in arabo عتيبة‎?, ma anche ʿUtaybah. ʿUteibah, ʿOtaibah e ʿOtaiba) sono una grande tribù araba della Penisola arabica. Così come altre grandi confederazioni tribali nella regione, il nome ʿUtaybah Nel terzo secolo AH, il che significa 1200 anni fa. Il loro territorio originale era concentrato nella zona di Ta'if, ma nel XVII secolo le loro terre inclusero anche l'area del Nejd.
L'incontro dei membri della tribù ʿUtayba è stato considerato la più grande riunione di famiglia nel mondo e si è tenuto nel 2007, nel centro del Regno dell'Arabia Saudita.

## Storia recente

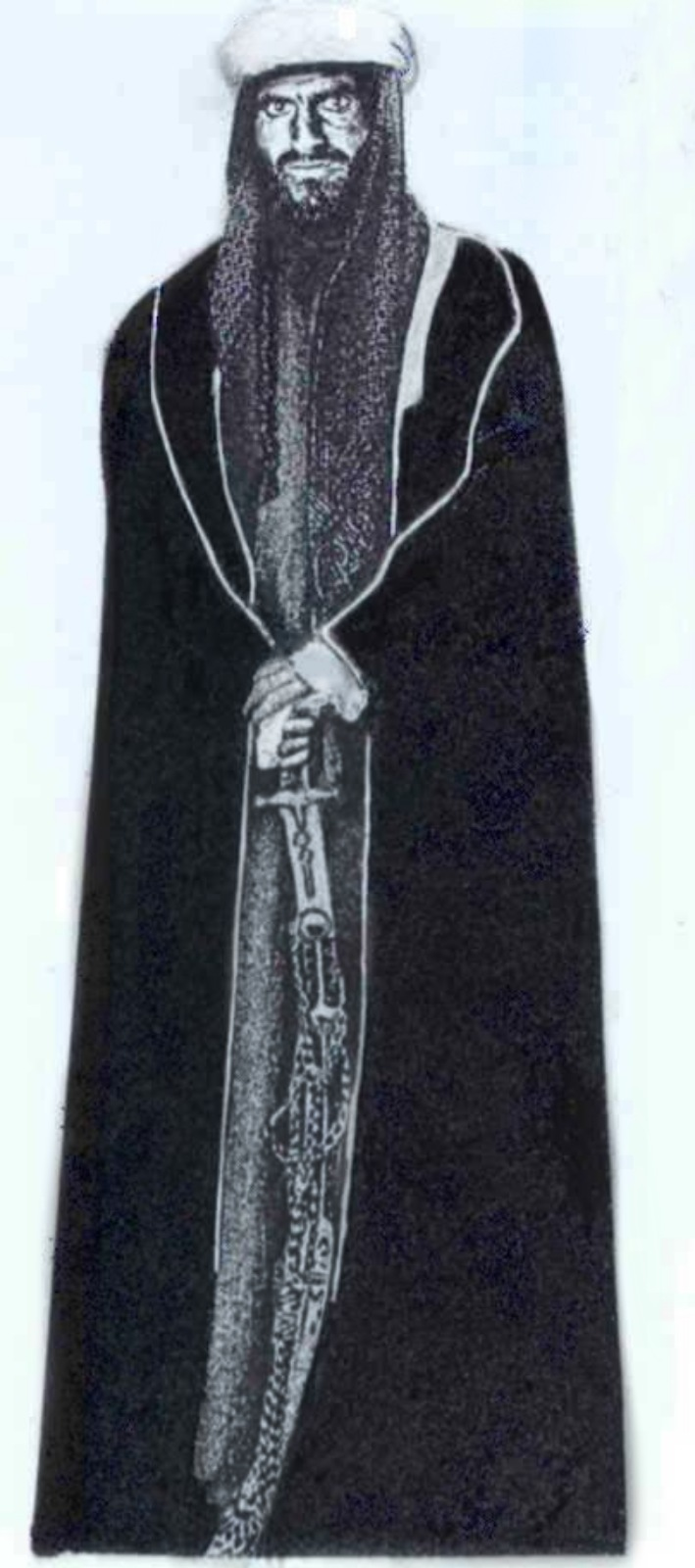
Il capo degli Ikhwān, Sulṭān al-Dīn b. Bajād al-ʿUtaybī

Intorno al XVII secolo, gran parte della tribù si spostò verso est nella zona del Najd, che a quel tempo era dominata da un'altra grande tribù di stirpe qahtanide. Ne seguì una guerra che portò gli ʿUtayba a conquistare gran parte dei pascoli dei rivali nel Najd occidentale. Guidati dall'Emiro Turkī b. Ḥumayd, gli ʿUtayba sospinsero i qahtanidi più a est e a sud. Nel luogo in cui avvenne la loro estrema resistenza, nella parte occidentale del Najd, esiste ancora oggi un masso di grandi dimensioni chiamato Hassāt Qaḥṭān("Roccia dei Qaḥṭān") in ricordo dell'evento. 
La tribù è composta per la maggior parte da beduini, anche se molti dei suoi membri si sono stanziati nelle città del Najd. Componenti della tribù finirono con lo spingersi fino a Riad o all'estremo nord nella provincia di al-Qasim. ʿUtayba, Muṭayr e Qahtan sono generalmente considerate le più grandi tribù in Arabia Saudita oggi, anche se non esistono statistiche attendibili.
La tribù ha mantenuto per lungo tempo un atteggiamento cooperativo verso i wahhabiti, movimento sostenuto dagli Āl Saʿūd, clan del Najd nei secoli XVIII e XIX, tendendo a schierarsi a fianco dello Sharīf della Mecca. Nel 1912, comunque, il fondatore della moderna Arabia Saudita, ʿAbd al-ʿAzīz ibn Saʿūd, iniziò un ambizioso piano per far stanziare la tribù nomadi all'interno del suo dominio (che al momento comprendeva Najd e aree costiere orientali dell'Arabia). Questo doveva essere abbinato all'indottrinamento delle tribù negli ideali religiosi abbracciati da Muḥammad b. ʿAbd al-Wahhāb, poiché l'osservanza religiosa dei beduini è stata fino ad allora considerata un po' debole. 

I nuovi insediamenti vennero ad essere conosciuti come ḥijra e il movimento religioso che li accompagnava fu chiamato Ikhwān ("Fratelli"). Di conseguenza, un gran numero di ḥijra ʿUtayba sorse in tutto il paese, specialmente nella parte occidentale del Najd. Il più famosi erano Afif, vicino Dwadmi, e Sajir, vicino Shaqraa. Un grosso contingente di ʿUtayba, guidato da Sulṭān al-Dīn b. Bajād b. Ḥumayd, si unì agli Ikhwān, che vennero poi dispiegati, da Ibn Saʿūd, contro i suoi rivali, nel cercare di unire il maggior numero di Arabi sotto la sua bandiera. 

Gli Ikhwān contribuirono ad ottenere il controllo del Hijaz sotto Ibn Saʿūd, ma poi cambiarono il loro atteggiamento nei confronti del sovrano per motivi ideologico-religiosi e si ribellarono a lui. Il capo ʿutaybi degli Ikhwān, assieme ai principali leader degli Ikhwān di altre tribù in rivolta, fu sconfitto dalle forze di Ibn Saʿūd nella Battaglia di Sabilla, vicino al-Zulfi nel Najd nord-orientale nel 1930. 

Le ḥijra ʿutaybi comunque sopravvissero, e la ḥijra di Afīf divenne particolarmente prospera ed è ora considerata una città a sé stante, situata circa a metà strada tra Riyad e La Mecca.
Molti ʿutaybi sono entrati nelle forze armate saudite negli ultimi decenni, e la loro presenza è particolarmente elevata nella Guardia Nazionale saudita. Fra i capi della tribù si ricordano Khalaf ibn Hathal, un poeta che salì agli onori della cronaca durante la prima guerra del Golfo, Juhayman al-ʿUtaybī, il militante che diresse il sequestro della Grande Moschea della Mecca nel 1979 e Ḍāʾif Allāh al-ʿUtaybī, sindaco di Dammam ed ex amministratore delegato della Aramco, compagnia petrolifera saudita.